# 저주의 신들
《저주의 신들》(Gotter Der Pest, Gods Of The Plague)은 독일(구 서독)에서 제작된 라이너 베르너 파스빈더 감독의 1970년 영화이다. 해리 베어 등이 주연으로 출연하였고 라이너 베르너 파스빈더 등이 제작에 참여하였다.

## 출연

### 주연
- 해리 베어

### 조연
- 잉그리드 카벤
- 라이너 베르너 파스빈더
- 임 허만
- 군터 카우프만
- 릴로 펨페이트
- 한나 쉬굴라
- 마가레테 폰 트로타

## 기타
- 미술: 쿠르트 랍